# ファールーク1世 (エジプト王)
ファールーク1世（Farouk I または Faruq I,　アラビア語: فاروق الأول, ラテン文字転写: Fārūq al-Awwal,　生没1920年2月11日 - 1965年3月18日）は、エジプト、ムハンマド・アリー朝の第10代君主（在位：1936年 - 1952年）。第2代のエジプト王であり、エジプトを最後に支配した君主である。

## 生涯
1920年、フアード1世と2番目の妻ナーズリー・サブリーの息子として生まれる。王宮からほとんど出さずに育てられ、遊び相手は妹たちだった。14歳でイギリスのウーリッジ陸軍士官学校に留学。他の大英帝国支配下のアラブ諸国の国王たちと同様にイギリス傀儡王になるための教育を施されて育った。
1936年に父王が崩御すると帰国して国王に即位した。翌年、最初の美貌の妻と結婚して国民から歓迎された。国王とはいっても相変わらずイギリス軍のエジプト駐留は続いており、実質的統治権は駐エジプトイギリス大使マイルズ・ランプソン(後の初代キラーン男爵)に握られていた。ランプソンはファールークを「あの子」と呼んで、はじめは恩着せがましく、後には軽蔑的な態度で接したが、大英帝国の力の衰退を感じていたファールークはしばしばこれを鼻であしらってイギリスに反抗的な態度を取るようになっていった。
第二次世界大戦が勃発し、1941年にドイツのロンメル将軍が率いるアフリカ軍団がエジプトに迫ると、協力してイギリスを追い出すべきだとする世論が強まった。ファールークもイギリス軍をエジプトから叩き出すチャンスと見て、反英内閣の樹立を決意した。しかしこれに焦ったランプソンは、1942年2月にファールークに対して反独派のムスタファー・ナッハース・パシャを首相とするイギリス傀儡内閣を樹立することを要求した。ファールークがこれを拒否するとランプソンは国王の宮殿を英軍に包囲させ、もし要求に応じないなら英軍はファールークを拉致し、紅海上の巡洋艦に幽閉するだろうという脅迫を行った。結局ファールークはこの脅迫に屈してナッハース内閣を樹立させた。
この事件は、イギリス植民地支配とその傀儡政権ナッハース内閣に対するエジプト人の反発を高めるとともに、イギリスの脅迫に屈服した国王の人気も急落させた。こうした不満をそらすため、政府首脳の反対を押し切って1948年、第一次中東戦争に参戦するが、軍司令部の準備不足から敗戦、国王の威信を完全に失墜させた。
そしてイスラエルとの戦いに敗れて帰国したムハンマド・ナギーブとガマール・アブドゥン＝ナーセル率いる自由将校団が1952年に起こしたクーデター（エジプト革命）により王位を追われ、息子のフアード2世が王位を継承するものの、翌年に廃位され、ムハンマド・アリー朝は終焉を迎えることになる。同年7月26日、ファールークはヨットに財産を詰め込み、軍に見送られながら亡命先のヨーロッパへ出航した。到着先でも華やかに生活して1965年に食事中に死亡した。

## 人物
- 即位当初は痩せていてハンサムだったが、暴飲暴食により肥満体になったことで「腐ったメロン」「肉風船」と呼ばれた。
- 1938年にサフィナズ・ハニム・ズルフィカー（ファリダ王妃）と結婚した。国民の人気は高かったものの男子が生まれなかったことから、第一次中東戦争の最中の1948年に離婚した。その後、1951年にナリマン・サディクと結婚したが、彼女は既に婚約者がいた上にラマダーンの最中に新婚旅行に出かけるなど、先の離婚を巡ることと重なって多くの国民の不興を買った。ただ、ナリマン・サディク王妃との間には、待望の男児としてフアード2世が生まれている。

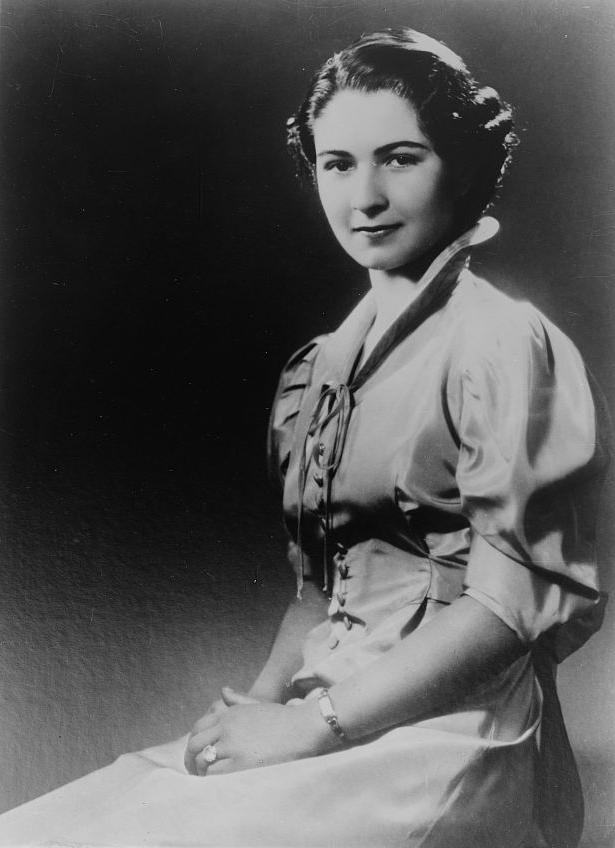
ファリダ王妃
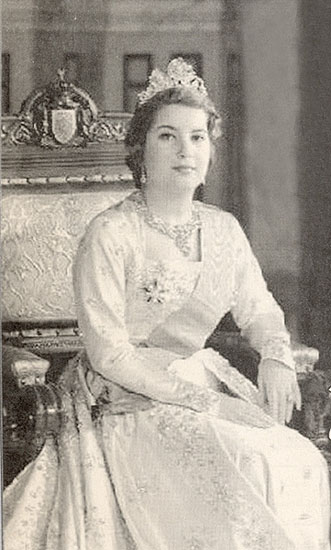
ナリマン・サディク王妃

- ギャンブル狂で高級車を乗り回し、夜は愛人を引き連れてナイトクラブやカジノに入り浸った。
- 妹のファウズィーヤは、イラン皇帝モハンマド・レザー・パフラヴィーの妻である。
- 革命時は処刑を恐れたが、処刑されないとわかると喜んだという。